# 10501 Ardmacha
10501 Ardmacha (1987 OT) là một tiểu hành tinh vành đai chính được phát hiện ngày 19 tháng 7 năm 1987 bởi E. F. Helin ở Palomar.